# Frédérique Hébrard
Pour les articles homonymes, voir Hébrard.
Frédérique Chamson, dite Frédérique Hébrard, est une actrice, scénariste et écrivain français, née le 7 juin 1927 à Nîmes et morte le 7 septembre 2023 à Morainvilliers.

## Biographie

### Jeunesse et études
De son vrai nom Frédérique Chamson, elle est la fille de l'académicien André Chamson, lui-même fils de Jean Chamson et de Madeleine Aldebert, une famille protestante d'origine cévenole, et de Lucie Mazauric, tous deux historiens et  conservateurs de musée. Dans le documentaire Le Musée d'Hitler (de Hannes Schuler, 2006), elle raconte le transfert de La Joconde du musée du Louvre au château de Chambord en 1940 supervisé par son père.
Elle fait ses études au lycée Henri-IV à Paris puis dans les lycées de Versailles, Nîmes et Montauban. Elle entre ensuite au Conservatoire national d'art dramatique de Paris (promotion 1949), où elle a notamment comme camarade Jean Le Poulain.
Ayant choisi pour pseudonyme le nom de sa grand-mère maternelle, Jeannette Hébrard, elle débute à la Comédie-Française en 1949 dans Jeanne la Folle sous la direction de Jean Meyer.

### Reconnaissance

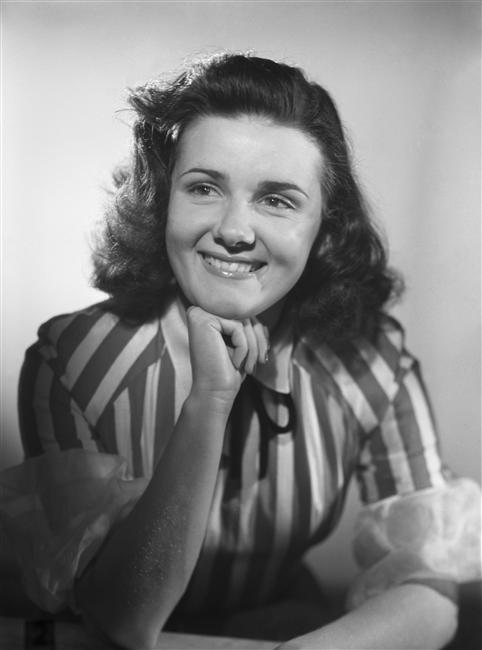
Frédérique Hébrard en 1948 (photo studio Harcourt).

L'Académie française lui décerne le prix Dumas-Millier en 1980 pour l'ensemble de son œuvre. Deux ans plus tard, elle devient membre honoraire de l'Académie de Nîmes,.
Chevalière de la Légion d'honneur, elle est candidate en 2001 à l'Académie française mais c'est l'écrivain-journaliste Angelo Rinaldi qui est finalement élu.
Elle est aussi présidente d'honneur avec son époux de l'association « Les Chats libres » de Nîmes.

### Vie privée
Frédérique Hébrard épouse le 6 septembre 1949 le comédien Louis Velle (1926-2023), rencontré au Conservatoire. Le couple a trois enfants : Catherine, écrivaine, Nicolas (né en 1959), acteur et producteur, et François (né en 1961), scénariste et réalisateur.
Le 25 novembre 2012 sur France 2, Frédérique Hébrard témoigne dans le documentaire Viol, elles se manifestent du viol dont elle a été victime.

#### Mort et obsèques
Frédérique Hébrard meurt le 7 septembre 2023 à l'âge de 96 ans, en son domicile à Morainvilliers (Yvelines),, sept mois après son mari.
Ses obsèques se déroulent le 14 septembre 2023 à l'oratoire du Louvre à Paris. Elle est incinérée aux Mureaux.

## Publications
- La Petite Fille modèle, 1954
- Babouillet ou la terre promise, Desclée De Brouwer 1954, illustrations d'Élisabeth Ivanovsky
- Le Mois de septembre, 1956
- Babouillet, 1960
- La Demoiselle d'Avignon (coécrit avec Louis Velle), 1971
- L'Île sans serpent, 1973
- Je vous aime, 1974
- Un mari c'est un mari, 1976 (traduction en espagnol par María Nieves Urrutia et publié par les éditions Atlántida, Argentine, en 1983.  (ISBN 950-08-0179-5))

Adapté au cinéma sous le même titre en 1976.
- La vie reprendra au printemps, 1979
- La Chambre de Goethe, 1981 (prix Roland-Dorgelès)
- Un visage, 1982
- La Citoyenne, 1985
- Le Harem, 1987 (Grand prix du roman de l'Académie française)
- Le Mari de l'ambassadeur, 1990
- Félix, fils de Pauline, 1992 (Prix Mémoire d'Oc et prix du Cabri d'or de l'Académie cévenole 1993)
- Le Château des Oliviers, 1993
- Le Grand Bâtre, 1997
- La Protestante et le Catholique, 1999 (coécrit avec Louis Velle)
- Esther Mazel, 2000
- Je vous aime... toujours !, 2002
- Célébration de la rencontre, 2002
- Le Goûter chez Dieu, 2003
- Les Châtaigniers du désert, 2005
- Tant qu'il y aura des chats... dans une famille, 2010 (coécrit avec Louis Velle)
- Divina, 2012
- La demoiselle d'Avignon est de retour, 2014, suite de La Demoiselle d'Avignon (écrit avec Louis Velle)
- Elle était une fois. Souvenirs, Éd. Flammarion, 2017

## Filmographie
Sauf indication contraire, les informations mentionnées dans cette section peuvent être confirmées par les bases de données cinématographiques IMDb et Allociné,  présentes dans la section « Liens externes ».

### Actrice
- 1950 : Le Crime des justes de Jean Gehret : Jeannette
- 1951 : Un grand patron d'Yves Ciampi : non créditée
- 1976 : Un mari, c'est un mari de Serge Friedman : la femme de Jean Martel
- 1997 : Comme des rois de François Velle : la femme du jury
- 2023 : 39-45 : Elles n'ont rien oublié de Germain Aguesse et Robin Aguesse[10] : elle-même

### Scénariste

#### Cinéma
- 1976 : Un mari, c'est un mari, d'après son livre éponyme[11].

#### Télévision

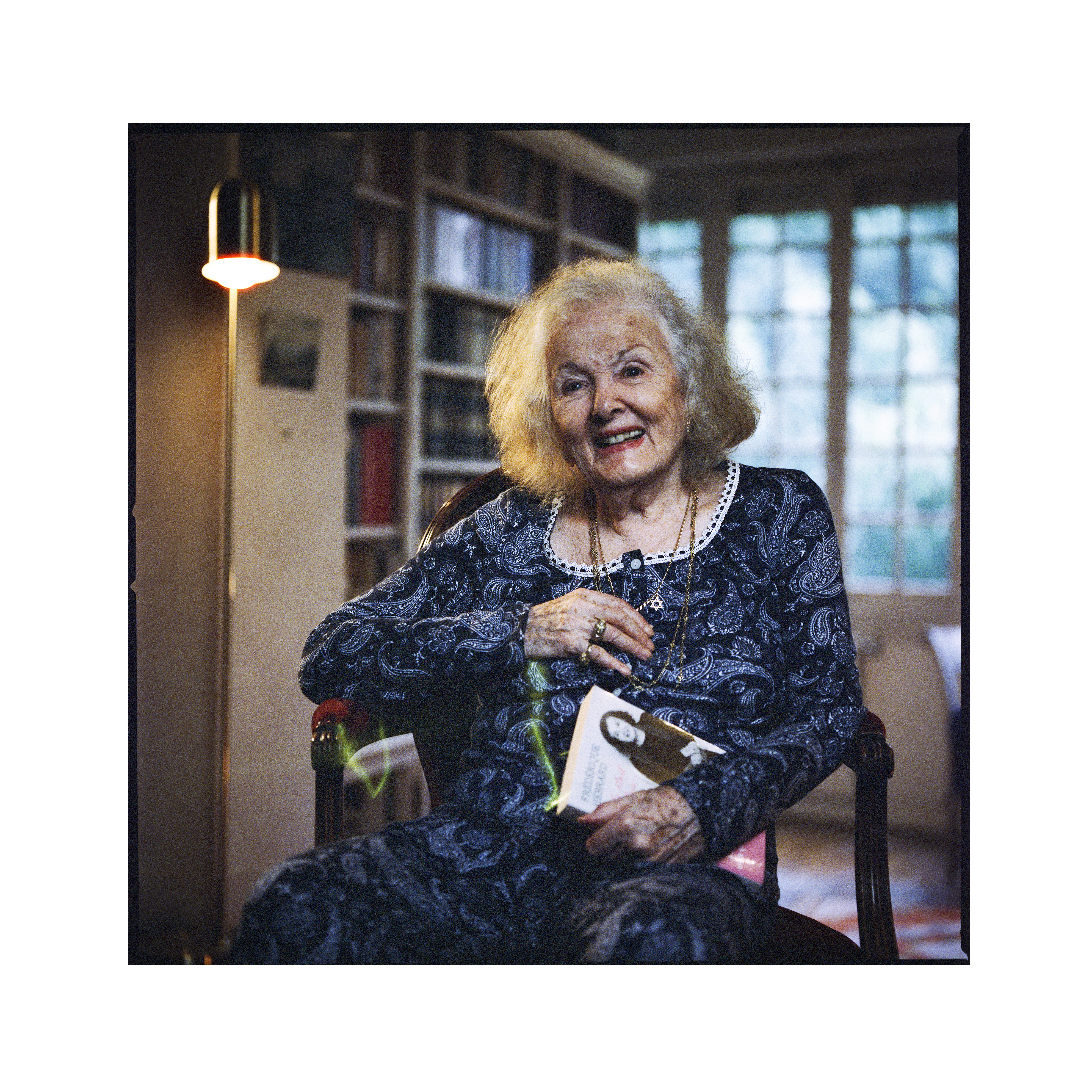
Frédérique Hébrard en 2022 pour le documentaire 39-45 : Elles n'ont rien oublié (photographie de Gaëtan Lamarque)

- 1966 : Comment ne pas épouser un milliardaire, en collaboration avec Louis Velle, d'après le roman espagnol de Luisa-Maria Linarès, Sous la coupe de Barbe-Bleue
- 1967 : Le Regret de Pierre Guilhem
- 1971 : La Demoiselle d'Avignon de Michel Wyn, en collaboration avec Louis Velle (elle est également la voix de la « speakerine » de France Inter)
- 1973 : Les Témoins
- 1981 : Adieu ma chérie
- 1990 : Le Mari de l'ambassadeur
- 1993 : Le Château des Oliviers
- 1997 : Le Grand Batre
- 2010 : Les Châtaigniers du désert de Caroline Huppert

## Théâtre
Sauf indication contraire ou complémentaire, les informations mentionnées dans cette section peuvent être confirmées par la base de données Les Archives du spectacle.
- 1949 : Jeanne la Folle de François Aman-Jean, mise en scène Jean Meyer, Comédie-Française
- 1952 : On ne voit pas les cœurs d'André Chamson, mise en scène Christian-Gérard, théâtre Charles-de-Rochefort
- 1955 : À bout portant de Jean Bruce, mise en scène Jacques-Henri Duval, théâtre de la Potinière
- 1955 : La Folle nuit d'André Mouëzy-Éon et Félix Gandéra, mise en scène Alfred Pasquali, théâtre des Célestins
- 1956-1957 : À la monnaie du Pape de Louis Velle, mise en scène René Dupuy, théâtre Gramont puis théâtre des Célestins
- 1959 : Mousseline de Louis Velle, mise en scène de l'auteur, théâtre Fontaine

## Distinctions
- Chevalière de la Légion d'honneur
- Commandeur de l'ordre des Arts et des Lettres